# Chrysopilus phaeopterus
Chrysopilus phaeopterus Santos & Amorim, 2007 è un dittero appartenente alla famiglia Rhagionidae.

## Etimologia
Il nome proprio della specie deriva dal greco φαιὸς, cioè phaiòs, che significa fosco, cupo, marrone e πτέρον, cioè ptéron, che significa ala, ad indicare il colore marrone cupo delle ali.

## Caratteristiche
L'olotipo maschile rinvenuto ha lunghezza totale è di 10,0-11,0mm; la lunghezza delle ali è di 7,0-7,5mm.

## Distribuzione
La specie è stata reperita nel Brasile settentrionale: nello stato di Amapá, nella Microregione di Macapá, all'interno della Serra do Navio.

## Tassonomia
Al 2015 non sono note sottospecie e dal 2007 non sono stati esaminati nuovi esemplari.